# Miguel Alcobendas Tirado
Miguel Alcobendas Tirado (Madrid, 27 de desembre de 1939 − Torremolinos, 3 de setembre de 2014) va ser un director de cinema, guionista, realitzador de televisió i escriptor espanyol.

## Biografia
En 1958 va publicar poemes i articles en la revista Nuevo Alcalá i va ingressar en la Facultat de Ciències Polítiques i Econòmiques de Madrid, on va fundar i va dirigir la revista Diálogo. En 1959 va escriure els poemaris: A ti mujer i Gritos de soledad y esperanza.
En 1960 va traslladar la matrícula a la Universitat de Barcelona, on va començar a dirigir el T.E.U. (Teatro Español Universitario), col·laborant com a actor amb altres grups independents. Com a director del T.E.U. d'Econòmiques va realitzar el muntatge de La hermosa gente de William Saroyan. Entre 1960 i 1962 va fer recitals de poesia espanyola de la Guerra Civil (Machado, García Lorca i Hernández) a diversos centres de la Universitat de Barcelona.
Va escriure l'obra de teatre La Taberna per a TVE i va adaptar obres teatrals. En 1962 va treballar professionalment a Barcelona com a actor, en teatre, cinema i televisió. Entre 1963 i 1964 va dirigir el Grup de Lectures de Teatre en la Universitat de Barcelona.
En 1966, ja a Madrid, es va integrar en el grup de teatre independent Los Goliardos; també va fer classes de fonètica i dicció, i va ingressar a l'Escola Oficial de Cinematografia en l'especialitat de Direcció. Va realitzar el muntatge de Ceremonia por un negro asesinado de Fernando Arrabal, estrenada a l'Ateneo de Madrid el 8 de març de 1966, amb la qual Los Goliardos participen aquest any al Festival de Teatre de Nancy (França).
El 1967 va marxar a Màlaga, on va fundar Estudio 68, Teatro de Cámara y Ensayo, en el qual va impartir classes de dicció, fonètica i història del Teatre Espanyol i Hispanoamericà i va realitzar els muntatges d' El proceso de Lucullus de Bertolt Brecht, Historias para ser contadas d'Osvaldo Dragún i Bidermann y los incendiarios de Max Frisch. Va realitzar diversos documentals turístics sobre la Costa del Sol, espots de publicitat i pel·lícules institucionals. Va col·laborar en les seccions d'art i cinema dels diaris Sur i Sol de España.
En 1968 va escriure i va realitzar com a locutor dos programes de ràdio: La hora bruja, programa poètic nocturn a Radio Málaga i col·labora a La pandereta desnuda, programa literari regional de Radio Nacional de España.
De 1968 a 1972, va exercir les Vocalies d'Art i de Cinema en l'Ateneu de Màlaga, i va impartir cursos de Cinema i Literatura en la Universitat de Màlaga, per a estudiants graduats de Magisteri com a pràctiques de final de carrera.
A partir de 1970 va escriure, va produir i va dirigir curtmetratges cinematogràfics al marge d'indústria, compromès amb la realitat cultural i social d'Andalusia, al mateix temps que treballa en la Diputació Provincial de Màlaga com a Director d'Exposicions i Cap del Servei de Publicacions, càrrecs que exerceix fins a 1986.
Entre 1973 i 1986, va fundar i va dirigir Jábega, Revista Cultural de la Diputació Provincial de Màlaga i el 1975 va crear la revista Monografías Espeleológicas del G.E.S. Entre 1976 i 1978 va col·laborar a la revista nacional Posible.
Va ser fundador i director de la Setmana de Cinema Educatiu de Màlaga (1972), de la Setmana de Cinema Didàctic de Estepona (1977), del Certamen Internacional de Cinema Camperol de Álora (1979), de les Jornades de Cinema Espanyol de Torre de la Mar (1980) i dels Cicles de Cinema Infantil de Marbella i San Pedro de Alcántara (1983).
Va editar un llibre sobre Luis Alcoriza (1977), per al Festival de Cinema Iberoamericà de Huelva i un altre sobre Luis Cuadrado (1978), per a la Setmana Internacional de Cinema de Melilla. En 1982 va publicar la Guía de la Provincia de Málaga amb Ediciones La Farola.
El 1983 va crear la col·lecció Poesía Joven malagueña, publicant: Papeles de gastronomía malagueña i Málaga a mesa y mantel d'Enrique Mapelli, Málaga en el cante de José Luque Navajas, Taller del Patio de Pilar García Millán, Estampas del vino de Málaga y la Axarquía i Leyendas malagueñas de José Garijo. El 1984 va coordinar i dirigir l' Enciclopedia Málaga, en quatre volums. El 1985 va publicar Málaga, personajes en su historia.
Entre 1987 i 1999, va impartir diversos cursos en la Filmoteca d'Andalusia (Còrdova), Facultat de Ciències de la Informació (Màlaga), Facultat de Filosofia i Lletres (Secció d'Estrangers), Escola Superior de Periodisme (Sevilla), sobre el guió cinematogràfic i televisiu, Literatura i Cinema, La novel·la contemporània espanyola, La Generació del 98, Lorca: la Poesia i el Cinema, La creació literària i Picaresca i costumisme.
Des del començament de la seva activitat cinematogràfica va donar diverses conferències basades en la seva obra, tant cinematogràfica com televisiva en diverses Universitats, Instituts i Centres Culturals, espanyols, francesos i italians. Va col·laborar en diferents publicacions amb treballs sobre el cinema andalús. Va ser responsable de la Comissió de Cinema del Congrés de Cultura Andalusa, i ha represenó a Andalusia en diverses converses, trobades, congressos i conferències sobre el cinema de les nacionalitats que s'han celebrat a Espanya. Va ser cofundador i membre de la productora Mino-Films i del Col·lectiu Independent de Cinema Andalús. En 1978 va crear la seva pròpia productora.

## Filmografia

### Curtmetratges cinematogràfics
- 1970: La pintura de vanguardia en Málaga, Romance de ciego
- 1971: 
  - Marinistas malagueños
  - La cueva de la Pileta
- 1972: Medusa, Casares
- 1974: Cantes de Málaga
- 1975: Málaga y Picasso
- 1976:
  - Arquitectura en la Costa del Sol
  - Romance de una mujer española
  - Pintores del mar
  - Camelamos naquerar
- 1977: 
  - Réquiem andaluz
  - El Desprendimiento
  - Toro muerto
  - Lorca y la Barraca]
- 1978: Marruecos
- 1979: Cártama, un municipio olvidado Virgen de los Remedios ruega por nosotros
- 1980: Andaluces en París (largometraje sin concluir sobre los exiliados andaluces)
- 1982: Almadraberos
- 1984: Pedro Garfias, poeta de la guerra civil espanyola

### Televisió
En 1986, Miguel Alcobendas va abandonar totes les activitats professionals, inclosa la cinematogràfica, per a dedicar-se exclusivament a escriure i realitzar sèries documentals per a televisió. En 1988 va fer la sèrie bilingüe, Andaluces en Cataluña, de sis capítols de mitja hora cadacun, emesa per TV3 i Canal Sur TV.
Va residir any i mig a Barcelona treballant per a les productores provídeo i Vídeo-Espot. Va ser cofundador de la productora catalana Joc-Ras, per a qui habitualment realitzava programes. Va escriure diversos guions per a televisió catalana i va realitzar programes per al Ajuntament de Barcelona, la Corporació Metropolitana i la Generalitat de Catalunya.
De 1990 a 1992, va treballar com a realitzador freelance per a diverses productores dedicades al vídeo institucional, industrial i publicitari.
En 1993, va escriure, va dirigir i va realitzar amb la productora Vídeo-Sud, la sèrie documental de tretze capítol, Deporte para todos, per Canal Sur Televisión: El Atletismo, La Montaña, La Gimnasia, La Piscina, La Rueda, La Pesca, La Red, El Caballo, El Tiro, La Navegación, El Aire, La Nieve, El Ritmo. La sèrie va ser emesa en Canal Sur TV per primera vegada el 1994. En 1994 i 1995 va continuar realitzant amb la productora Vídeo-Sur programes industrials, institucionals i publicitaris: Vensisel, Unisport, Nacer: Un parto natural, Frigiliana: un pueblo morisco de la Axarquía, Aeropuerto de Málaga: simulacro de accidente, Desarrollo de Turismo Rural en Ronda, Divos-Maniquí, Plan Joven para Málaga,  etc.
El 1996 va realitzar la sèrie. Al sur, Granada, de la qual va ser guionista, director i realitzador: Las Rutas de Al-Andalus, Naturaleza y Paisaje, La Alta Alpujarra, Los Neveros de la Sierra, Esquiar en Sierra Nevada, Deportes en Color, La Ciudad Inolvidable, Los Oficios Artesanos, La Música Histórica, Lorca y la Poesía, Cantar y Bailar, Fiestas Populares, La Mirada de Brenan. La seva estrena es va fer en la graella d'estiu de 1998, coincidint amb la inauguració de la Segona Cadena de Canal Sud Televisió.
En 1997 va escriure el guió per al programa infantil de televisió, La Oreja Verde. De 1998 a 2000, va treballar per a la Productora SAFA d'Istanbul per a qui va fer: Inch-Allah, El Agua en Oriente Medio, Los Orígenes del Cristianismo, Terremoto! y Los Barberos en el Mediterráneo,  en col·laboració amb EUROMED i APIMED (Associació de Productores Independents per al Desenvolupament de la Cinematografia al Mediterrani)
En 2001 va impartir cursos de Cinema Documental a l'Instituto Estatale “Pino Pascali” i a la Facultat de Ciències de l'Educació de la Universitat de Bari (Itàlia). El 2002 va realitzar diversos reportatges per al Cabildo Canari de Tenerife.